# لیونل تایگر
لیونل تایگر (انگلیسی: Lionel Tiger؛ زادهٔ ۵ فوریهٔ ۱۹۳۷) انسان‌شناس، و استاد دانشگاه در دانشگاه راتگرز اهل ایالات متحده آمریکا است.
وی همچنین برندهٔ جوایزی همچون کمک‌هزینه گوگنهایم شده‌است.

## آثار
برخی از آثار تایگر شامل مفاهیم بحث‌برانگیز، از جمله بیوگرامر، خاستگاه‌های بیولوژیکی تعاملات اجتماعی و محدودیت فرهنگ صرفاً بر اساس ضرورت‌های بقا، بر اساس نظریه بحث‌برانگیز نوام چامسکی گرامر جهانی است. ببر در سال ۱۹۷۱ اثری به نام «حیوان امپراتوری» با رابین فاکس منتشر کرد که از یک «نظریه گوشتخوار اجتماعی» در مورد فرگشت انسان حمایت می‌کرد.
کتاب خوشبینی: زیست‌شناسی امید (چاپ در سال ۱۹۷۹) ویژگی انسانی باور به امید و بهبود را بررسی می‌کند. او در این کتاب استدلال می‌کند که نیرویی از خوش‌بینی در انسان وجود دارد که فوریت بیولوژیکی دارد. این نیرو زیربنای بسیاری از اقدام‌های بشری است - بچه دار شدن، کاشت محصولات، ساختن بناهای تاریخی، ایمان به خدا، عاشق شدن، عمل خیرخواهانه. خوش‌بینی به‌طور جدایی ناپذیر با آینده پیوند خورده‌است، و تایگر خاطرنشان می‌کند که تا چه حد انسان‌ها در آگاهی خود از گذشت زمان و مرگ و میر منحصر به فرد هستند.